# AufBruch
AufBruch war eine ostdeutsche Rockband, die Ende 1986 unter dem Namen Flexibel-Blues-Band gegründet wurde und in der DDR zu den sogenannten Anderen Bands zählte. Ihren neueren Namen nahm sie 1992 nach der Wende und friedlichen Revolution in der DDR an.

## Geschichte

### Herkunft
Im März 1987 hatte die Band den ersten Auftritt. Von Anfang an wurden ausschließlich eigene Songs präsentiert. Die Texte dazu schrieb der Liedermacher Ralf Mattern, der als Gitarrist der Band auch die meisten seiner Texte vertonte. Musikalisch war die Band weniger bluesig, als es der Name vermuten ließe, und firmierte deshalb bald nur noch unter dem Namen Flexibel. Textlich orientierte man sich an Ton Steine Scherben und dem frühen Udo Lindenberg, kritisierte und persiflierte offen die politischen Zustände in der DDR und forderte Freiheitsrechte ein. Obwohl die Band die für Auftritte damals erforderliche Spielerlaubnis erhielt und Förderband der FDJ-Kreisleitung wurde, begannen noch im Jahr der Gründung 1987 die Vorladungen Matterns zu Gesprächen mit dem Ministerium für Staatssicherheit, in denen ihm und der Band angesichts der Texte stets mit strafrechtlichen Konsequenzen gedroht wurde. Gleichzeitig wurden geheimdienstliche Maßnahmen (Einsatz von Spitzeln, Postkontrolle, Überwachung) angeordnet und im Halbjahresrhythmus Bandmitglieder (inklusive notwendiger Techniker) zur Armee eingezogen, was die Band schon damals als nicht zufällig ansah.
Flexibel jedoch rekrutierte aus dem Freundeskreis stets neue Musiker und Roadies. Ab Frühsommer 1989 kam es zum Auftrittsverbot. Während Sänger Manfred Niedung in den Westen floh, engagierten sich die Bandmitglieder in der demokratischen Oppositionsbewegung. Erst mit den Ereignissen im Herbst 1989 konnte die Band wieder legal Konzerte geben. Mit Schlagzeuger Michael Fey verließ das vorletzte Gründungsmitglied die Band und die noch bestehende DDR. Flexibel um Ralf Mattern, Bassist Tom Schulz, Gitarrist Leif Ziemann und den neuen Schlagzeuger Jörg Delitsch war nicht nur zu diesem Zeitpunkt solidarisch und gab Benefiz-Konzerte für die neuen demokratischen Jugendorganisationen, für Hausbesetzer, für Behinderte, auf Demos usw. 1991 ging Flexibel ins Studio und produzierte ein Tape, mit dem die Band erstmals auch im Rundfunk in der (vor der Abwicklung) vorletzten DT-64-Hörerchartsendung „Parocktikum“ gespielt wurde und damit in der darauffolgenden letzten Sendung auf Platz drei landete.

### Nach der Wende
Im Frühjahr 1992 erfolgte die doppeldeutige Umbenennung in AufBruch. Im gleichen Jahr erhielt die Band einen Plattenvertrag bei der süddeutschen Plattenfirma A.M. Music, die sich insbesondere im Punkbereich engagierte. Obwohl AufBruch keine Punkband ist, zählt ihre Ballade Abend in der Stadt über die Hausbesetzerszene zu den deutschsprachigen Polit- und Punkrockklassikern. Am Ende des Jahres löste sich die Band wegen verschiedener Probleme auf. Ralf Mattern belebte AufBruch im Jahr 1995 wieder. Das Konzept, ausschließlich eigene Songs zu spielen, blieb erhalten. Ein Jahr später erschien bei A.M. Music die erste CD mit dem Namen Abend in der Stadt, der Videoclip dazu wurde von VIVA abgelehnt. Neben mehreren Samplerbeiträgen (auch auf Benefiz-Tonträgern) produzierte AufBruch 1998 unter Mithilfe von Tom Jackson (Scorpions, Mike Oldfield) die zweite CD Nicht ohne euch. Im Jahr 2000 ging die Plattenfirma in Konkurs. AufBruch wechselte zunächst zu HZ-Media, dann zu Bellaphon (Silbersack), um im Jahr 2005 beim Independent-Label „Rebel Products / Nix-Gut Records“ zu unterschreiben. Es gab weitere Umbesetzungen: Nachdem schon 1998 für Tom Schulz Steffen Drehmel an den Bass gegangen war, wurde dieser 2005 von Gerald Wirth ersetzt. Im Jahr 2000 verließ Keyboarder Tobias Dähn und im Jahr 2006 Schlagzeuger Tilo Hähnel krankheitsbedingt AufBruch, sodass von der 1995 erfolgten Neugründung nur noch Ralf Mattern und Kai-Uwe Scheffler (Gitarre) übrig geblieben waren.

### Seit 2000
Neben Benefiz-Auftritten für die Anti-AKW-Bewegung in Ahaus, in Göttingen, am Schacht Konrad, am AKW Krümmel und in Gorleben produzierte AufBruch zum Bandjubiläum den Sampler 15 Jahre AufBruch. Dieser enthielt vier Songs aus der DDR-Zeit, die 1989 zum Verbot der Band führten als Erstveröffentlichung. Gleichzeitig erschien Ralf Matterns Buch Verbotene Lieder! Verlorene Lieder? – Texte aus der DDR 1984–1989 mit den Texten der Band. 2005 erschien die AufBruch-CD Das legendäre unveröffentlichte Album, auf der etliche Songs, die bereits in der DDR gespielt worden waren, in neuer musikalischer Fassung zu hören sind. Nachdem bereits die CD "Abend in der Stadt" als Vinyl (inkl. CD) neu aufgelegt wurde, erschien im Jahr 2019 anlässlich des Revolutions-Jubiläums die LP Flexibel - Die verbotenen Songs Eine Seite des Tonträgers präsentiert Originalaufnahmen aus der DDR-Zeit, als die Band noch Flexibel hieß. Den Ausstieg aus der Nutzung der Atomkraft in Deutschland nahm AufBruch im Jahr 2024 zum Anlass, eine limitierte Live-LP/CD mit Ausschnitten aus Soli-Konzerten für die Anti-AKW-Bewegung zu produzieren. Für seine musikalischen, literarischen und regionalhistorischen Arbeiten erhielt Ralf Mattern ebenfalls im Jahr 2024 der Kunst-/Kulturpreis der Stadt Wernigerode.

## Diskografie
- Abend in der Stadt (1996, A.M. Music / spv, Reissue 2005 Rebel-Products / Rough trade; als Schallplatte: 2017 Rebel-Products / Rough trade)
- Maxi-CD A (1996, A.M. Music / spv)
- Nicht ohne Euch (1998, A.M. Music / spv, Reissue 2005 Rebel-Products / Rough trade)
- 15 Jahre: 1986–2001 (2001, HZ-Media / spv, 2002 Silbersack / Bellaphon)
- Das legendäre unveröffentlichte Album (2005, Rebel-Products / Rough trade)
- Flexibel – Die verbotenen DDR-Songs (2019, Rebel-Products)
- Abend in der Stadt – Live am AKW (2024, Rebel-Products)